# Stanisław Dróżdż (żołnierz)
Stanisław Dróżdż (ur. w 1922 w Mandżurii, zm. 19 kwietnia 1998 w Rzymie) – podporucznik Wojska Polskiego, kawaler Orderu Virtuti Militari.

## Życiorys
Absolwent polskiego Gimnazjum im. Henryka Sienkiewicza w Harbinie z 1940 roku. W 1940 jako ochotnik wyjechał z Chin do Bejrutu, gdzie wstąpił do Samodzielnej Brygady Strzelców Karpackich, z którą walczył pod Tobrukiem. Następnie przeszedł cały szlak bojowy Armii Andersa, walcząc m.in. w bitwie o Monte Cassino. Po wojnie ukończył studia w Wielkiej Brytanii i pracował tam w firmie ubezpieczeniowej. U schyłku lat 70. przeniósł się do Włoch.

## Ordery i odznaczenia
- Krzyż Srebrny Orderu Wojskowego Virtuti Militari
- Krzyż Walecznych dwukrotnie